# UAE Warriors
UAE Warriors es una organización de artes marciales mixtas con sede en los Emiratos Árabes Unidos. Fundada en 2012, es la más importante promotora de MMA en el país árabe. La sede principal es Abu Dabi.

## Historia
UAE Warriors fue fundada en 2012. El evento inaugural de la promotora, Abu Dhabi Warriors 1, tuvo lugar el 2 de noviembre de ese año en el ADNEC Centre Abu Dhabi de la ciudad homónima.
En 2015, UAE Warriors llevaría a cabo su primer evento fuera de tierras emiratíes, con Road To Abu Dhabi Warriors: Thailand 2015 Grand Opening celebrándose el 22 de agosto en el	Asiatique The Riverfront de Bangkok, Tailandia. Un año después, tanto Bulgaria como Brasil albergaría los primeros eventos de UAE Warriors en Europa y América, respectivamente.